# Canta Nelson Pinedo
Canta Nelson Pinedo es el segundo disco completo de la Sonora Matancera interpretando ritmos latinoamericanos, grabado en 1956. Es el cuarto long play comercial de la agrupación, intervienen en el mismo el cantante colombiano Nelson Pinedo donde ejecutado grabaciones con la agrupación ejecutadas entre febrero de 1954 hasta junio de 1955.

## Canciones
1. Corazón sin Puerto
2. El Muñeco de la Ciudad
3. ¿Qué Tienes?
4. Fuiste Mala
5. Dímelo, Pero Dímelo
6. Estás Delirando
7. Desesperación
8. Bésame Morenita
9. Indiferente
10. Me Voy pa' La Habana
11. Amor Fenecido
12. Momposina

- Datos: Q5747671